# Уржил
Уржил (рос. Уржил) — улус Баргузинського району, Бурятії Росії. Входить до складу Сільського поселення Баргузинське.
Населення — 211 осіб (2015 рік).